# تانده

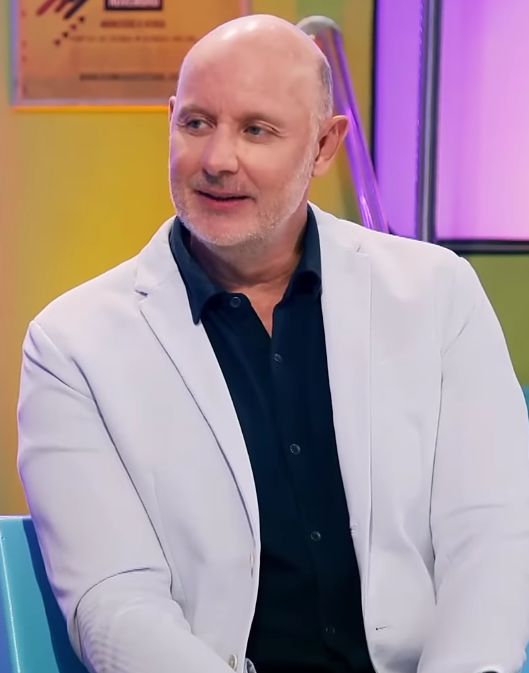
الکساندر راموس ساموئل - ۲۰۲۲

الکساندر راموس ساموئل (به پرتغالی: Alexandre Ramos Samuel) معروف به تانده (زاده ۲۰ مارس ۱۹۶۷۰) بازیکن سابق تیم ملی والیبال برزیل است،، تانده مدتی هم والیبال ساحلی را ادامه داد و قهرمن تور جهانی ۱۹۹۲ را تجربه نمود. تانده به همراه تیم ملی برزیل به مدال طلا بازی های المپیک تابستانی ۱۹۹۲ رسید.
او در حال حاضر در شبکه های تلویزیونی به عنوان کارشناس و گزارشگر در حال فعالیت است.